# Sady Rebbot
Pour l’article homonyme, voir Rebbot.
Sady Rebbot est un acteur français, né le 27 avril 1935 à Casablanca au Maroc et mort le 12 octobre 1994 dans le 10e arrondissement de Paris.

## Biographie
Fils d'un employé maritime (dont le patronyme d'origine s'écrivait Rebboh), Sady Rebbot monte une troupe de comédiens amateurs dans son lycée de Casablanca et joue Noces de sang de Federico García Lorca.
En août 1954, voulant devenir comédien, il « monte » à Paris, sans argent, et dort sous le Pont Neuf avant de trouver une chambre à la Cité universitaire de Paris. Il s'inscrit aux cours de Solange Sicard où il reste un an et demi, tout en étant veilleur de nuit à l'hôtel Magellan.
Il est vite embauché par Marc-Gilbert Sauvajon pour une pièce de théâtre qu'il joue pendant deux ans : Le Cœur ébloui, avec Simone Renant et Lucien Baroux. Mais, après cette pièce, ne trouvant pas de nouveau rôle, il est obligé pendant trois ans d'enchaîner les petits boulots : vendeur, plieur de journaux, parolier de chansons, assistant du fakir Yvon Yva.
Finalement, il arrive enfin à trouver quelques petits rôles et se fait remarquer en 1960 au Théâtre Charles de Rochefort en étant l'interprète de « Sammy » de Ken Hughes où pendant cent vingt minutes, seul sur scène, il joue le rôle d'un jeune voyou qui doit se battre avec son téléphone dans une chambre d'hôtel pour réunir une grosse somme d'argent qu'on exige de lui sous les pires menaces, remplaçant au pied levé Jean-Marc Tennberg, malade. Y assiste notamment Jean-Luc Godard qui vient le féliciter dans sa loge et l'embauchera un an plus tard pour son film Vivre sa vie. En 1963, il a un rôle remarqué dans la série à grand succès Thierry la Fronde.

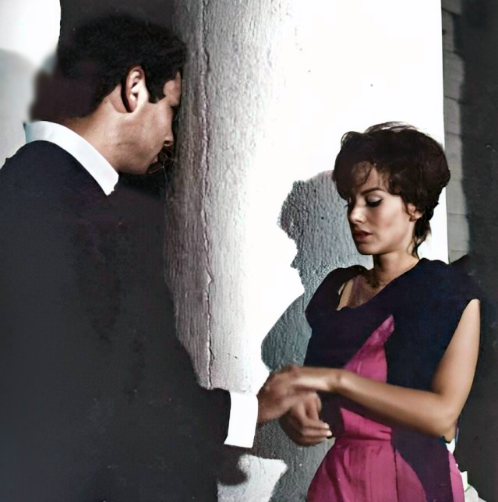
En 1963 avec Pascale Audret, dans une scène de Qui travaille est perdu (1963).

En 1980, il connaît une grande popularité sur le petit écran grâce à son rôle de Bernard Chalette dans la série Papa Poule, d'après Daniel Goldenberg.
Puis, après avoir enchaîné les rôles au cinéma et à la télévision, il obtient une grande notoriété dans l'univers du doublage, devenant une des très grandes voix françaises du doublage. Il a été le deuxième plus grand interprète doublant des acteurs noirs pendant les années 1970 et 80 (derrière Med Hondo) en étant notamment la voix française de Richard Roundtree. Il fera également les voix de l'Amiral James T.Kirk dans les films Star Trek, Ricardo Tubbs dans la série Deux flics à Miami, Jaffar dans le long métrage animé Les Maîtres du Temps.

### Vie privée
Sady Rebbot s'est marié deux fois et a eu trois enfants : Jérôme Rebbot (né en 1963), comédien - il a joué le rôle de Simon dans Papa Poule - également spécialisé dans le doublage, et des jumeaux, Guillaume et Mélanie (nés en 1981). Il est l'oncle de Philippe Rebbot, acteur, réalisateur et scénariste.

### Mort
Il succombe à la maladie de Waldenström (cancer du sang) à Paris, à l'âge de 59 ans. Il est enterré au cimetière parisien de Thiais.

## Filmographie

### Cinéma
- 1959 : Rue des prairies : de Denys de La Patellière
- 1960 : Les Distractions de Jacques Dupont
- 1960 : La Mort de Belle d'Édouard Molinaro
- 1960 : Les Moutons de Panurge de Jean Girault
- 1960 : La Fille aux yeux d'or de Jean-Gabriel Albicocco
- 1962 : Vivre sa vie de Jean-Luc Godard
- 1963 : Le Bluffeur de Sergio Gobbi
- 1963 : Qui travaille est perdu (Chi lavora è perduto) de Tinto Brass
- 1965 : Don Quijote (de) de Carlo Rim[4]
- 1966 : Brigade antigangs de Bernard Borderie
- 1966 : Un homme de trop de Costa-Gavras
- 1967 : Caroline chérie de Denys de La Patellière
- 1968 : Trop petit mon ami d'Eddy Matalon
- 1968 : Le Dernier saut d'Édouard Luntz
- 1970 : Deux enfants qui s'aiment (Friends) de Lewis Gilbert
- 1971 : Le Tueur de Denys de La Patellière
- 1971 : La Révélation d'Alain Lavalle
- 1973 : Bel ordure de Jean Marbœuf
- 1974 : Le Bougnoul de Daniel Moosmann (+ scénariste et dialoguiste)
- 1977 : L'Imprécateur de Jean-Louis Bertuccelli
- 1978 : Once in Paris... de Frank D. Gilroy
- 1978 : An Almost Perfect Affair de Michael Ritchie
- 1979 : Brigade mondaine : La Secte de Marrakech d'Eddy Matalon
- 1983 : S.A.S. à San Salvador, film de Raoul Coutard : Pablo
- 1988 : Mes nuits sont plus belles que vos jours d'Andrzej Zulawski
- 1989 : La Révolution française de Robert Enrico (première partie : Les Années lumière)

### Télévision
- 1963 : Thierry la Fronde de Robert Guez : Navarre
- 1966 : L'Écharpe téléfilm d'Abder Isker : Inspecteur Bertust
- 1967 : Les Cinq Dernières Minutes : Finir en beauté de Claude Loursais
- 1968 : Provinces (émission "Flamenca") d'Abder Isker
- 1968 : L'Homme de l'ombre (série télévisée) de Guy Jorré, épisode : l'Affaire Ludvika
- 1969 : La Main du mort de Guy Jorré
- 1973 : Au théâtre ce soir : D'après nature ou presque de Michel Arnaud, mise en scène Jean-Paul Cisife, réalisation Georges Folgoas, Théâtre Marigny
- 1973 : Le Drakkar de Jacques Pierre
- 1974 : La Passagère, d'Abder Isker, (Jean-Paul Garnier)
- 1977 : Dossier Danger Immédiat de Claude Barma, épisode : Micrococus Petroleum
- 1977 : Messieurs les jurés : L'Affaire Lieutort d'André Michel
- 1978 : Madame le juge, épisode Le Dossier Françoise Muller d’Édouard Molinaro
- 1979 : Pourquoi Patricia ? de Guy Jorré
- 1980 - 1982 : Papa Poule de Roger Kahane : Bernard « Papa Poule » Chalette
- 1984 : Un seul être vous manque de Jacques Doniol-Valcroze : Yves
- 1985 : Le Marionnetiste de Raphaël Delpard : Maurice. Téléfilm tourné à Wissant et sur la Terre des 2 Caps

- 1986 : Le Véto : le vétérinaire
- 1988 : Les Enquêtes du commissaire Maigret, épisode : La Vieille Dame de Bayeux de Philippe Laïk
- 1988 : La Valise en carton : Maxime
- 1990 : Renseignements généraux : Rachir (épisode 2 "Jeux dangereux")
- 1990 : Commissaire Moulin, épisode "Match nul"
- 1992 : Les cinq dernières minutes épisode Le faux nez : Manessier
- 1994 : Nestor Burma : le docteur Bluvette

## Théâtre
- 1957 : Périclès, prince de Tyr de William Shakespeare, mise en scène René Dupuy, Théâtre de l'Ambigu
- 1957 : Ma chance et ma chanson de Georges Neveux, mise en scène Gérard Vergez, Théâtre du Ranelagh
- 1960 : Ex-Napoléon de Nino Frank et Paul Gilson, mise en scène Jean-Jacques Aslanian et Jean Collomb, Festival d'Arras
- 1964 : La Tragédie de la vengeance d'après Cyril Tourneur, mise en scène Francis Morane et Jean Serge, Théâtre Sarah-Bernhardt
- 1968 : Que ferez-vous en novembre ? de René Ehni, mise en scène Aldo Trionfo, Théâtre de Lutèce
- 1969 : Que ferez-vous en novembre ? de René Ehni, mise en scène Aldo Trionfo, Théâtre national de Strasbourg
- 1970 : La Souricière d'après Agatha Christie, mise en scène Jean-Paul Cisife, Théâtre des Célestins
- 1971 : La Souricière d'après Agatha Christie, mise en scène Jean-Paul Cisife, Théâtre Hébertot
- 1973 : Crime impossible de Michel Arnaud, mise en scène Jean-Paul Cisife, Théâtre de la Renaissance
- 1974 : Les Jeux de la nuit de Frank D. Gilroy, mise en scène Andréas Voutsinás, Théâtre Fontaine
- 1978 : Les Papas naissent dans les armoires de Giulio Scarnicci et Renzo Tarabusi, mise en scène Gérard Vergez, Théâtre de la Michodière
- 1993 : Durant avec un T de Julien Vartet, mise en scène Daniel Colas, Théâtre Edouard VII

## Doublage

### Cinéma

#### Films
- William Shatner dans :
  - Star Trek, le film (1979) : Amiral James T. Kirk (1er doublage)
  - Star Trek 2 : La Colère de Khan (1982) : Amiral James Tiberius Kirk
  - Y a-t-il enfin un pilote dans l'avion ? (1982) : Commandant Buck Murdock
  - Star Trek 3 : À la recherche de Spock (1983) : Amiral James Tiberius Kirk
  - Star Trek 4 : Retour sur Terre (1987) : Amiral James Tiberius Kirk
  - Star Trek 5 : L'Ultime Frontière (1989) : Amiral James Tiberius Kirk
  - Star Trek 6 : Terre inconnue (1991) : Amiral James Tiberius Kirk

- Jim Brown dans :
  - Les Douze Salopards (1967) : Robert T. Jefferson
  - Le Dernier Train du Katanga (1968) : Sergent Ruffo
  - Destination Zebra, station polaire (1968) : Capitaine Leslie Anders
  - Le crime, c'est notre business (1968) : McClain
  - Tick... Tick... Tick et la violence explosa (1970) : Jimmy Price

- Tony Roberts dans :
  - Serpico (1973) : Bob Blair
  - Annie Hall (1977) : Rob
  - Stardust Memories (1980) : Tony
  - Comédie érotique d'une nuit d'été (1982) : Maxwell
  - Radio Days (1987) : le présentateur du jeu « Silver Dollar »

- Richard Roundtree dans :
  - Les Nuits rouges de Harlem (1971) : John Shaft
  - Les Nouveaux Exploits de Shaft (1972) : John Shaft
  - Shaft contre les trafiquants d'hommes (1973) : John Shaft
  - Haut les flingues ! (1984) : Del Swift

- Richard Bright dans :
  - Pat Garrett et Billy le Kid (1973) : Holly
  - Le Parrain 2 (1974) : Al Neri (1er doublage)
  - Il était une fois en Amérique (1984) : Chicken Joe (1er doublage)
  - Le Parrain 3 (1990) : Al Neri

- Donald Sutherland dans :
  - L'Aigle s'est envolé (1976) : Liam Devlin
  - Les Liens de sang (1978) : l'inspecteur Carella
  - Tutti Frutti (1985) : Frère Thadeus

- James Earl Jones dans :
  - Soul Man (1986) : Professeur Banks
  - L'Ambulance (1990) : Lieutenant Détective Spencer
  - Excessive Force (1993) : Jake

- Brock Peters dans :
  - Les Quatre de l'Ave Maria (1968) : Thomas
  - Soleil vert (1973) : Lieutenant Hatcher

- Ed Lauter dans :
  - Complot à Dallas (1973) : le chef des opérations
  - Le Justicier de New York (1985) : Capitaine Richard S. Shriker

- Billy Dee Williams dans :
  - Mahogany (1975) : Brian Walker
  - Les Faucons de la nuit (1981) : Sergent Matthew Fox

- Tatsuya Fuji dans :
  - L'Empire des sens (1976) : Kichizo
  - L'Empire de la passion (1978) : Toyoji

- Terence McGovern dans :
  - L'inspecteur ne renonce jamais (1976) : le D.J.
  - Madame Doubtfire (1993) : Lou

- Oliver Reed dans :
  - Le Grand Sommeil (1978) : Eddie Mars
  - Venin (1982) : Dave Averconnelly

- Richard Pryor dans :
  - Faut s'faire la malle (1980) : Harry Monroe
  - Les Nuits de Harlem (1989) : Sugar Ray

- Gregory Hines dans :
  - Wolfen (1981) : Whittington
  - Saigon, l'enfer pour deux flics (1988) : Albaby Perkins

- Dan Hedaya dans :
  - Les Prédateurs (1983) : Lieutenant Allegrezza
  - Deux flics à Chicago (1986) : Capitaine Logan

- Kurtwood Smith dans :
  - RoboCop (1987) : Clarence Boddicker
  - Ombres et Brouillard (1991) : Vogel's follower

- John Amos dans :
  - Un prince à New York (1988) : Cleo McDowell
  - 58 minutes pour vivre (1990) : Commandant Grant

- Joe Mantegna dans :
  - Alice (1990) : Joe Rufalo
  - Bugsy (1991) : George Raft

- Fred Dalton Thompson dans :
  - Jours de tonnerre (1990) : Big John
  - Bébé part en vadrouille (1994) : Agent Dale Grissom

- 1959[5] : Darby O'Gill et les Farfadets : Pony Sugrue (Kieron Moore)
- 1963 : La Revanche du Sicilien : un joueur[Qui ?]
- 1964 : Les Maîtresses du Docteur Jekyll : Juan Manuel (Pepe Rubio)
- 1965 : Première Victoire : Commandant Neal Owynn (Patrick O'Neal)
- 1965 : Major Dundee : Jimmy (John Davis Chandler)
- 1965 : Un coin de ciel bleu : Mark Ralfe (Ivan Dixon)
- 1965 : Furie sur le Nouveau-Mexique : Biff Dane (Robert Biheller)
- 1965 : Darling : Kurt (Ernest Walder)
- 1965[6] : Le Californien : Dan Macklin (Rayford Barnes)
- 1965 : Le Kid de Cincinnati : Danny (Ron Soble)
- 1966 : Grand Prix : le chirurgien de Monte Carlo (Albert Rémy)
- 1967 : Les Comédiens : Henri Philipot (Georg Stanford Brown)
- 1967 : Les Turbans rouges : Jamadar (Paul Hardwick)
- 1967 : L'Homme, l'Orgueil et la Vengeance : un soldat (Giovanni Ivan Scratuglia)
- 1968 : Bullitt de Peter Yates : Inspecteur Stanton (Carl Reindel)
- 1968 : Django, prépare ton cercueil ! : Lucas (George Eastman)
- 1968 : El Gringo (Blue) : Manuel (Stathis Giallelis)
- 1968 : Espions en hélicoptère : Ali Aksoy (H.M. Wynant)
- 1968 : La Bataille de San Sebastian : Lance D'Or (Jaime Fernández (en))
- 1969 : Django le Bâtard : Rod Murdok (Paolo Gozlino)
- 1969[7] : Un tueur nommé Luke : Luke (Luke Askew)
- 1969 : Pendulum, la Nuit sans témoin : l'employé du parking de Baltimore[Qui ?] et un journaliste[Qui ?]
- 1970 : Le Dossier Anderson : Sgt. Everson (Garrett Morris)
- 1970 : Macho Callahan : Harry Wheeler (James Booth)
- 1970 : De l'or pour les braves : Job (Tom Troupe)
- 1970 : L'Insurgé : Rudy (Rockne Tarkington)
- 1970 : La Vallée des plaisirs : Emerson Thorne (Harrison Page)
- 1971 : Les Évadés de la planète des singes : un garde[Qui ?]
- 1971 : L'Inspecteur Harry : Steve, l'infirmier du commissariat (Charles Washburn)
- 1971 : French Connection : L'indic (Al Fann)
- 1971 : Catlow : Oley (Robert Logan)
- 1971 : Deux Hommes dans l'Ouest : Ben (Moses Gunn)
- 1971 : Doc Holliday : Doc Holliday (Stacy Keach)
- 1971 : Black Killer : Burt Collins (Fred Robsahm)
- 1971 : Confession d'un commissaire de police au procureur de la république : un témoin interrogé[Qui ?]
- 1972 : Le Parrain : Salvatore "Sal" Tessio (Abe Vigoda) (1er doublage)
- 1972 : Les Collines de la terreur : Elias Hooker (Ralph Waite)
- 1972 : La Fureur du dragon : Tony (Tony Liu) (1er doublage)
- 1972 : On s'fait la valise, Doc ? : Professeur Hosquith (Randy Quaid)
- 1972 : Buck et son complice : un membre du convoi[Qui ?]
- 1972 : Far West Story : Pedro (José Canalejas)
- 1973 : Opération Dragon : Williams (Jim Kelly)
- 1973 : Woody et les Robots : Erno Windt (John Beck)
- 1973 : Le Shérif ne pardonne pas : Jacob (Paul Benjamin)
- 1973 : L'Exécuteur noir : Joe le créole (Dick Anthony Williams)
- 1974 : La Tour infernale : Harry Jernigan (O.J. Simpson) (1er doublage)
- 1974 : Le Crime de l'Orient-Express : Colonel Arbuthnot (Sean Connery)
- 1974 : Tremblement de terre : Vint (Hank Alan)
- 1974 : Le Shérif est en prison : Charlie (Charles McGregor)
- 1974 : Un silencieux au bout du canon : Rosey (Roger E. Mosley)
- 1974 : Sugarland Express : le 2e policier au garage[Qui ?]
- 1974 : Lisa et le Diable : George, le chauffeur (Gabriele Tinti)
- 1974 : Yakuza : Jiro Kato (Kyosuke Mashida) et un homme de Tanner[Qui ?]
- 1974 : La Grande Casse : Atlee Jackson (George Cole)
- 1974 : Le Retour du dragon[8] : Shugo (Arthur Batanides) et le serveur du club des explorateurs (Bill Walker)
- 1975 : La Sanction : Anderl Meyer (Michael Grimm)
- 1975 : Brannigan : Ben Larkin (John Vernon)
- 1975 : La Toile d'araignée : Candy (Paul Koslo)
- 1975 : Mandingo : Mede (Ken Norton)
- 1975 : Le Tigre de papier : le chef de la Police (Gatz Shariff)
- 1976 : Les Hommes du président : Voix de Ronald L. Ziegler
- 1976 : Rocky : l'avocat d'Apollo Creed (Arnold Johnson)
- 1976 : L'Ombre d'un tueur : Genaro Gallo (Giancarlo Sbragia)
- 1976 : Assaut : Ethan Bishop (Austin Stoker)
- 1976 : Josey Wales hors-la-loi : le propriétaire du relais de poste (Bruce M. Fischer)
- 1976 : Un tueur dans la foule : Jeffrey (Jon Korkes)
- 1976 : Meurtres sous contrôle : le lieutenant Peter J. Nicholas (Tony Lo Bianco)
- 1976 : La Bataille de Midway : [Qui ?]
- 1976 : Cœur de verre : Hias (Josef Bierbichler)
- 1976 : Une fille pour le diable : Père Michael Raynor (Christopher Lee)
- 1977 : The Greatest : l'admirateur de Malcolm X[Qui ?] et l'ancien Sparring-partner de Foreman[Qui ?]
- 1977 : L'Ami américain : Tom Ripley (Dennis Hopper)
- 1977 : Le Convoi de la peur : Ben (Ray Dittich)
- 1977 : Black Sunday de John Frankenheimer : Mohammad Fasil (Bekim Fehmiu)
- 1977 : Légitime Violence : Major Charles Rane (William Devane)
- 1977 : Bande de flics : Sam Lyles (Don Stroud)
- 1977 : Le Message : Waleed (George Camiller)
- 1977 : Audrey Rose : Maharishi Gupta Pradesh (Aly Wassil)
- 1977 : Échec au gang : Vincenzo Marazzi dit « Le Bossu » (Tomas Milian)
- 1977 : Sinbad et l'Œil du tigre : Hassan (Nadim Sawalha)
- 1977 : Les Requins du désert : le capitaine Zaft (Nazzareno Zamperla)
- 1977 : Holocauste 2000 : Harbin (Spýros Fokás) et Sheckley (Peter Cellier)
- 1977 : La Ballade de Bruno : un client de bar dans le Wisconsin[Qui ?]
- 1978 : Superman : Général Zod (Terence Stamp) (1er doublage)
- 1978 : En route vers le sud : Shérif Andrew Kyle (Richard Bradford)
- 1978 : Mélodie pour un tueur : Jimmy Fingers (Harvey Keitel)
- 1978 : Le Récidiviste : Manny (Sandy Baron)
- 1978 : Doux, dur et dingue : Herb (James McEachin)
- 1978 : Les Oies sauvages : Sergent Jesse Blake (John Kani)
- 1978 : Sauvez le Neptune : Fowler (Dorian Harewood)
- 1978 : Intérieurs : Frederick (Richard Jordan)
- 1978 : Graffity Party : le psychologue (Joe Spinell)
- 1978 : American College : le noir accompagnant le colosse noir (Reginald Farmer)
- 1978 : Le Commando des tigres noirs : Murray Saunders (Lloyd Haynes)
- 1979 : Cul et chemise : le père de Stella (Sandy Nkomo)
- 1979 : Les Guerriers de la nuit : Cochise (David Harris (en))
- 1979 : Meteor : Bill Hunter (Roger Robinson)
- 1979 : Elle : Covington (John Hawker)
- 1979 : L'Arme au poing : Charles Felix (Anthony Franciosa) et Lestor (Conrad Roberts (en))
- 1979 : Terreur sur la ligne : le lieutenant Charlie Garber (Ron O'Neal)
- 1979 : De l'or au bout de la piste : Winters (James A. Watson  Jr.)
- 1979 : Cité en feu : Dr Frank Whitman (Barry Newman)
- 1979 : L'Homme en colère : le boxeur (Sonny Forbes)
- 1979 : Violences sur la ville : Roy Sloan (Lane Smith)
- 1979 : Blackmale Cogneur (en) : Louisiana Slim (Bill Cobbs)
- 1980 : The Blues Brothers : Le Révérend Cleophus James (James Brown)
- 1980 : Flash Gordon : Luro (John Hallam)
- 1980 : Le miroir se brisa : Peter Montrose (Allan Cuthbertson)
- 1980 : Virus : l'enseigne Smirnov (Janvier Muszynski)
- 1980[9] : Les Dieux sont tombés sur la tête : le général[Qui ?]
- 1980 : La Chasse : Détective Schreiber (Edward O'Neill)
- 1980 : Nimitz, retour vers l'enfer : Le Capitaine Richard T. Owens / Richard Tideman (James Farentino)
- 1980 : Fame : M. Farrell (Jim Moody)
- 1980 : Le Lion du désert : le procureur militaire interrogeant Omar Mukhtar[Qui ?]
- 1980 : Réaction en chaîne : Eagle (Hugh Keays-Byrne)
- 1980 : Le Droit de tuer : l'agent Shaw (Patrick Farrelly) et un policier[Qui ?]
- 1981 : Scanners : Benjamin Pierce (Robert A. Silverman)
- 1981 : New York 1997 : Le secrétaire d'État (Charles Cyphers)
- 1981 : Das Boot : Commandant en second Fritz Grade (Klaus Wennemann) (1er doublage)
- 1981 : Reds : l'agent gouvernemental (R.G. Armstrong) et un militant turc[Qui ?]
- 1981 : Hurlements : R. William (Bill) Neill (Christopher Stone)
- 1981 : Le Choc des Titans : Thallo (Tim Pigott-Smith)
- 1981 : Massacres dans le train fantôme : Marco le Magnifique (William Finley)
- 1981 : Ragtime : Coalhouse Walker Jr. (Howard E. Rollins Jr.)
- 1981 : Un justicier dans la ville 2 : Lieutenant Mankiewicz (Ben Frank)
- 1982 : Tron : le garde-chef (Jackson Bostwick)
- 1982 : Victor Victoria : André Cassel (John Rhys-Davies)
- 1982 : Amityville 2 : Le Possédé : Le procureur (Roger Cudney)
- 1982 : Creepshow : White (David Early)
- 1982 : Annie : Daddy Oliver Warbucks (Albert Finney)
- 1983 : Scarface : Alejandro Sosa (Paul Shenar)
- 1983 : Superman 3 : le chef des pompiers (Al Matthews)
- 1983 : Au nom de tous les miens : Martin Gray à 40 ans / le père de Martin (Michael York)
- 1983 : Bad Boys : Ramon Herrera (Reni Santoni)
- 1983 : La Quatrième Dimension : le conducteur (Albert Brooks)
- 1983 : Metalstorm : La Tempête d'acier : Rhodes (Tim Thomerson)
- 1983 : Le Trésor des quatre couronnes : J.T. Striker (Tony Anthony)
- 1984 : Terminator : le docteur Silberman (Earl Boen)
- 1984 : Footloose : le révérend Shaw Moore (John Lithgow)
- 1984 : Les Rues de feu : Officer Ed Price (Richard Lawson)
- 1984 : Les Guerriers des étoiles : Roscoe (Michael D. Roberts)
- 1984 : Dune : Stilgar (Everett McGill)
- 1984 : Tank : le militaire des transmissions[Qui ?]
- 1984 : Exterminator 2 : Monster (Irwin Keyes)
- 1984 : Kill Point (en) : Nighthawk (Stack Pierce (en))
- 1985 : Allan Quatermain et les Mines du roi Salomon : Colonel Bockner (Herbert Lom)
- 1985 : La Couleur pourpre : Mr Harris (Leonard Jackson)
- 1985 : Rocky 4 : Apollo Creed (Carl Weathers)
- 1985 : Explorers : Charlie Drake (Dick Miller)
- 1985 : Série noire pour une nuit blanche : Bud Herman (Paul Mazursky)
- 1985 : La Revanche de Freddy : Ken Walsh (Clu Gulager)
- 1985 : Police fédérale Los Angeles : Jeff Rice (Steve James)
- 1986 : Platoon : Junior (Reggie Johnson)
- 1986 : Crocodile Dundee : Gus (Reginald VelJohnson)
- 1986 : Le Clochard de Beverly Hills : Orvis Goodnight (Little Richard)
- 1986 : À propos d'hier soir... : Bernie Litgo (James Belushi)
- 1986 : Labyrinthe : le garde alertant Jareth / divers gobelins (1er doublage)
- 1986 : Le Flic était presque parfait : James Bonnell (Mike Starr)
- 1986 : Banco : Pinchus Zion (Howard Hesseman)
- 1986 : Aladdin : Puncher (Venantino Venantini)
- 1987 : Jardins de pierre : Don Brubaker (Bill Graham)
- 1987 : Predator : le sergent « Mac » Eliot (Bill Duke)
- 1987 : Une chance pas croyable : l'agent Atkins (John Schuck)
- 1987 : La Bonne : Giacomo (Cyrus Elias)
- 1987 : Étroite Surveillance : commissaire Al Giles (Earl Billings)
- 1987 : Neige sur Beverly Hills : Benjamin Wells (Nicholas Pryor)
- 1988 : Vibes : Carl (Ronald G. Joseph)
- 1988 : À bout de course : Arthur Pope (Judd Hirsch)
- 1988 : Une autre femme : Mark (Bruce Jay Friedman)
- 1989 : La Rivière de la mort : Capitaine Schuster (Crispin De Nuys)
- 1990 : Air America : Jack Neely (Art LaFleur)
- 1990 : Edward aux mains d'argent : Bill Boggs (Alan Arkin)
- 1990 : Le Seul Témoin : Martin Larner (J.A. Preston)
- 1990 : Désigné pour mourir : Screwface (Basil Wallace)
- 1991 : Barton Fink : Charlie Meadows (John Goodman)
- 1991 : Beignets de tomates vertes : Big George (Stan Shaw)
- 1991 : Le Festin nu : Hauser (John Friesen)
- 1991 : Grand Canyon : Simon (Danny Glover)
- 1992 : Sables mortels : Greg Meeker (Samuel L. Jackson)
- 1992 : Les Experts : Donald Crease (Sidney Poitier)
- 1992 : Mr. Baseball : Lyle Massey (Leon Lee)
- 1992 : Maris et Femmes : Jack (Sydney Pollack)
- 1993 : Tombstone : le maire John Clum (Terry O'Quinn)
- 1993 : La Part des ténèbres : Rick Cowley (Tom Mardirosian)
- 1993 : À la recherche de Bobby Fischer : Vinnie (Laurence Fishburne)
- 1993 : Last Action Hero : lieutenant Dekker (Frank McRae)
- 1993 : Tina : le docteur d'El Paso (Barry Shabaka Henley) et George, directeur d'un motel (O'Neal Compton (en))
- 1993 : Indiscrétion assurée : Brian O'Hara (Dennis Farina)
- 1993 : Madame Doubtfire : Ron, l'ami de Stu (James Cranna) et M. Sprinkles (William Newman)
- 1993 : Monsieur Nounou : Burt Wilson (Sherman Hemsley)
- 1993 : Les Princes de la ville : Bonafide (Delroy Lindo)
- 1994 : The Crow : Grange (Tony Todd)
- 1994 : Le Client : Jason McThune (J. T. Walsh)

#### Films d'animation
- 1981 : La Revanche des humanoïdes d'Albert Barillé
- 1982 : Les Maîtres du temps : Claude

### Téléfilms
- 1972 : Le Loup de la nuit : Lawrence Burrifous (Geoffrey Lewis)
- 1976 : Victoire à Entebbé : Gen. Mordecai Gur (Stefan Gierasch)
- 1977 : Les Fourmis : Mike Carr (Robert Foxworth)
- 1986 : L'Épée de Gédéon : Maj. G. Rashon (Yair Rubin)
- 1986 : Les Enfants de la nuit : Otis Talbot (Howard E. Rollins Jr.)
- 1989 : La Preuve par 9 mm : Travis Winslow (Peter Sherayko)
- 1990 : « Il » est revenu : Michael « Mike » Hanlon (Tim Reid) (1er doublage)
- 1991 : Séparé mais égal : Thurgood Marshall (Sidney Poitier)
- 1992 : Christmas in Connecticut : Prescott (Richard Roundtree)
- 1992 : Un fugitif parmi nous : Max Cole (Peter Strauss)

### Séries télévisées
- Greg Morris dans :
  - Vegas (1978-1981) : Lieutenant Dave Nelson
  - La croisière s'amuse (1979) : Greg Elkins

- William Lucking dans :
  - Terreur à bord (1979) : Don Crawford
  - Agence tous risques (1983-1984) : colonel Derrick Lynch (3 épisodes)

- Richard Roundtree dans :
  - Magnum (1983) : Peter Jordan (saison 3, épisode 20)
  - Beverly Hills 90210 (1991) : Robinson Ashe Jr. (saison 2, épisode 9)

- 1976 : Moi Claude empereur : Postumus (John Castle)
- 1977 : Le Parrain : Salvatore « Sal » Tessio (Abe Vigoda)
- 1977 : Jésus de Nazareth : Simon Pierre (James Farentino)
- 1977-1981 : Soap : Benson DuBois (Robert Guillaume)
- 1979 : Starsky et Hutch : Joey (Richard Lynch) (saison 4, épisode 21)
- 1980 : Drôles de dames : Dale Woodman (Christopher Lee) (saison 5, épisode 1)
- 1980-1988 : Magnum : Theodore « Terry / T. C. » Calvin (Roger E. Mosley) (2e voix)
- 1981-1989 : Simon et Simon : Rick Simon (Gerald McRaney)
- 1982 : Marco Polo : Ali Ben Yussouf (Ian McShane)
- 1983-1986 : L'Agence tous risques : Charles « East-Side Charlie » F. Struthers (Yaphet Kotto) (saison 1, épisode 7) C.J Mack (Isaac Hayes)  (saison 4, épisode 6) et Harry Sullivan âgé (Paul Gleason) (saison 4, épisode 21)
- 1984 : Le Juge et le Pilote : Albie Meadows (John Amos) (saison 1, épisode 20)
- 1984-1989 : Deux flics à Miami : inspecteur Ricardo « Rico » Tubbs (Philip Michael Thomas)
- 1987-1992 : Côte Ouest : Frank Williams (Larry Riley)
- 1987 : La Belle et la Bête : Isaac Stubbs (Delroy Lindo) (saison 1, épisode 2 et 4)
- 1987 : Alf : Dr. Willoughby (Carl Franklin) (saison 2, épisode 12 et 13)
- 1989 : 21 Jump Street : Sergent Larry Wilcox (Harrison Page) (saison 3, épisode 13)
- 1990-1991 : Mystères à Twin Peaks : agent Albert Rosenfield (Miguel Ferrer)
- 1991 : Arabesque : le shérif T. J. Tanner (Earl Holliman) (saison 7, épisode 14)
- 1991 : Code Quantum : Butch (Bruce A. Young) (saison 3, épisode 22)
- 1993 : X-Files : Aux frontières du réel : le lt-col. Robert Budahas (Andrew Johnston (saison 1, épisode 2)
- 1994 : Lois et Clark : Franklin W. Stern (James Earl Jones) (1 épisode)

### Séries d'animation
- 1978 : Jane de la jungle : Montaro
- 1978-1979 : Capitaine Flam : le gouverneur Qwele / Kenneth Lester
- 1982 : L'Empire des Cinq : Professeur Cossyg (1re voix)
- 1983 : Super Durand : Ludwig
- 1983 : Dans les Alpes avec Annette
- 1983 : Les Mystérieuses Cités d'or : Gomez (2e voix)
- 1984 : Le Défi des Gobots : Proto (Turbo)
- 1988 : Patlabor : Étienne et le colonel Walsh
- 1991 : Il était une fois... les Amériques : le Gros et le Teigneux
- 1994 : Il était une fois... les Découvreurs : le Gros et le Teigneux